# Liste der Wappen im Kreis Minden
Diese Liste beinhaltet alle in der Wikipedia gelisteten Wappen des ehemaligen Kreises Minden in Nordrhein-Westfalen.

## Kreiswappen
| Kreis        | Wappen | Kommentare |
| ------------ | ------ | --- |
| Kreis Minden |        | Verliehen durch das preußische Staatsministerium am 6. August 1935: „Gespalten von Rot und Silber; vorne ein aufrechter silberner Schlüssel, hinten übereinander zwei rote Sparren.“ |

## Wappen derÄmterund amtsfreien Städte
| Amt bzw. amtsfreie Stadt                  | Wappen                       | Kommentare |
| ----------------------------------------- | ---------------------------- | --- |
| Amt Dützen                                |                              | Verliehen durch den Oberpräsidenten der Provinz Westfalen am 10. Juli 1936: „Das Wappen zeigt in rotem Schilde eine silberne auf drei Säulen ruhende Denkmalshalle (Portadenkmal) mit breitem Sockel; auf diesem im Schildfuß eine rote, mit 2 silbernen in Andreaskreuzform gestellten Schlüsseln belegte Spitze.“                                                     |
| Amt Hartum                                |                              | Verliehen durch den Innenminister von Nordrhein-Westfalen am 31. Juli 1951: „Im silbernen Feld vier rote Windmühlenflügel.“ |
| Amt Hausberge                             |                              | Verliehen durch den Oberpräsidenten der Provinz Westfalen am 3. Februar 1936: „Das Wappen zeigt einen in Rot und Silber geteilten Schild. Im oberen Felde in Rot drei silberne Wehrtürme, im unteren Felde in Silber ein roter balkenweise gelegter Adlerflügel mit goldenem Kleestengel.“                                                                              |
| Amt Petershagen                           |                              | Genehmigt durch den Innenminister des Landes Nordrhein-Westfalen am 16. Juni 1965: „In Rot zwei gekreuzte silberne (weiße) Schlüssel mit einem pfahlweise über die Kreuzung gelegten goldenen (gelben) Zepter; im wellenförmig abgeteilten silbernen (weißen) Schildhaupt ein roter golden (gelb) bewehrter Adler mit goldenen (gelben) Kleestengeln.“                  |
| Amt Rehme                                 |                              | Verliehen durch den Oberpräsidenten der Provinz Westfalen am 22. August 1936: „In Silber drei rote Sparren; im roten Schildhaupt drei silberne Merletten.“ |
| Amt Windheim                              |                              | Verliehen durch den Innenminister des Landes Nordrhein-Westfalen am 30. Januar 1947: „Das Wappen zeigt in einem durch Wellenschnitt in rot und silber geteilten Schilde oben ein goldenes Schiff mit silbernen Segeln, unten zwei gekreuzte rote Schlüssel mit auswärts gekehrten Bärten.“                                                                              |
| Stadt Bad Oeynhausen (seit 1885 amtsfrei) | (mit Zierrat) (ohne Zierrat) | Verliehen durch königliche Kabinettsorder vom 13. Juni 1863: „In Blau eine silberne Leiter mit vier Sprossen. Bekrönt von einer silbernen Mauerkrone mit der Jahreszahl 1860 (Erhebung in den Stand der Städte) und einer darüber wachsenden rot gekleideten Hygieia (Göttin der Gesundheit), die in der rechten Hand eine goldene Schale mit der Äskulap-Natter hält.“ |
| Stadt Minden (amtsfrei)                   |                              | Verliehen 1853: „Gespalten von Gold und Rot; vorne ein golden bewehrter, rot gezungter schwarzer Doppeladler, darüber schwebend eine goldene Krone; hinten schräg gekreuzt zwei silberne Schlüssel mit abgekehrten Bärten oben.“ |

## Wappen der amtsangehörigen Städte und Gemeinden

### Amt Hartum
| Ort                    | Wappen | Kommentare |
| ---------------------- | ------ | --- |
| Gemeinde Eickhorst     |        | Verliehen durch den Innenminister von Nordrhein-Westfalen am 25. April 1952: „Im roten Felde ein silberner Baumstumpf, aus dem drei silberne Eichenblätter hervorsprießen.“                                                             |
| Gemeinde Hahlen        |        | Verliehen durch den Innenminister von Nordrhein-Westfalen am 25. April 1952: „Im roten Felde unter einem silbernen Wellenbalken eine aus dem Schildfuß hervorwachsende, silberne Spitze.“                                               |
| Gemeinde Hartum        |        | Verliehen durch den Innenminister von Nordrhein-Westfalen am 25. April 1952: „Im silbernen Felde eine linksgewandte, schräge, rote Stufe; auf dem unteren Absatz ein rotbeblätterter Moorkolben.“                                       |
| Gemeinde Hille         |        | Verliehen durch den Innenminister von Nordrhein-Westfalen am 28. April 1952: „In silbernem Felde drei aus einem roten Wellengrunde hervorwachsende, rot beblätterte, schwarze Moorkolben, von denen der mittlere die anderen überragt.“ |
| Gemeinde Holzhausen II |        | Verliehen durch den Innenminister von Nordrhein-Westfalen am 28. April 1952: „Im roten Felde ein silberner strohgedeckter Giebel mit zwei gekreuzten Pferdeköpfen als Giebelzier.“                                                      |
| Gemeinde Nordhemmern   |        | Verliehen durch den Innenminister von Nordrhein-Westfalen am 21. Juni 1952: „In dem einen Grabhügel darstellenden roten Felde eine silberne Urne, darüber ein eingebogenes silbernes Schildhaupt.“                                      |
| Gemeinde Südhemmern    |        | Verliehen durch den Innenminister von Nordrhein-Westfalen am 31. März 1952: „Im roten Felde ein silberner Wellenpfahl, der mit einem schwarzen Moorkolben mit rotbeblättertem Stiel belegt ist.“                                        |

### Amt Hausberge
| Ort              | Wappen | Kommentare |
| ---------------- | ------ | --- |
| Stadt Hausberge  |        | |
| Stadt Hausberge  |        | Verliehen durch den Oberpräsidenten der Provinz Westfalen am 10. Juli 1939: „Das Wappen zeigt einen von Rot und Silber geteilten Schild, oben zwei schräggekreuzte silberne Schlüssel, unten einen roten, balkenweis gelegten Adlerflügel mit goldenem Kleestengel.“   |
| Gemeinde Lerbeck |        | Verliehen durch den Innenminister von Nordrhein-Westfalen am 17. November 1950: „In rotem Feld ein bis zum Schildhaupt erniedrigter schräglinker silberner Wellenbalken, der oben von zwei und unten von einer linkshin schreitenden silbernen Lerche begleitet wird.“ |

### Amt Petershagen
| Ort               | Wappen | Kommentare |
| ----------------- | ------ | --- |
| Stadt Petershagen |        | Verliehen am 2. März 1908: „In Rot zwei schräg gekreuzte silberne Schlüssel mit abgekehrten Bärten oben, zwischen denen ein silbernes Nesselblatt schwebt.“ |

### Amt Rehme
| Ort                        | Wappen | Kommentare |
| -------------------------- | ------ | --- |
| Gemeinde Dehme             |        | Verliehen durch den Innenminister von Nordrhein-Westfalen am 6. Februar 1952: „Im roten Feld ein schräglinker silberner Wellenbalken. Darüber in silbernem Schildhaupt ein schwarzer Doppelwall.“ |
| Gemeinde Eidinghausen      |        | Genehmigt durch den Innenminister von Nordrhein-Westfalen am 3. Mai 1966: „In Gold (Gelb) unter einem Schildhaupt mit schwarzem Dreiberg ein Zisterziensermönch mit silberner (weißer) Kutte und schwarzem Skapulier, in der rechten Hand einen roten gekrümmten Stab, in der linken ein rotes Buch in einem Beutel haltend; im grünen Schildfuß ein silberner (weißer) Wellenbalken.“                                                       |
| Gemeinde Lohe              |        | Genehmigt durch den Innenminister von Nordrhein-Westfalen am 11. Mai 1962: „In Grün eine eingebogene gestürzte silberne (weiße) Spitze, belegt mit einem grünen Eichenblatt und unten mit dem Wappenschild des Kreises Minden (= von Rot und Silber / Weiß gespalten, vorn ein aufrechter silberner / weißer Schlüssel mit nach rechts gekehrtem Bart, hinten zwei rote Sparren).“                                                           |
| Gemeinde Rehme (1938–1952) |        | Verliehen durch den Oberpräsidenten der Provinz Westfalen am 12. Juli 1938: „In Gold ein blauer, gewellter Göpel.“ |
| Gemeinde Rehme (1952–1972) |        | Verliehen durch den Innenminister von Nordrhein-Westfalen am 21. August 1952: „In Rot ein von drei silbernen Merletten begleiteter silberner Wellengöpel.“ |
| Gemeinde Volmerdingsen     |        | Genehmigt durch den Innenminister von Nordrhein-Westfalen am 6. Juni 1962: „In Rot ein nach unten geöffnetes goldenes (gelbes) Hufeisen über silbernem (weißem) Wellenpfahl und Wellenquerbalken einer gestürzten Krücke. Oben rechts ein silbernes (weißes) Kreuz, dessen beide obere Winkel durch Bögen geschlossen sind, oben links zwei schräg gekreuzte silberne (weiße) Giebelbretter, die in nach außen gewendete Pferdeköpfe enden.“ |
| Gemeinde Werste            |        | Verliehen durch den Innenminister von Nordrhein-Westfalen am 3. Februar 1960: „Schild durch einen silbernen (weißen) Wellenbalken geteilt; oben in grün ein goldenes (gelbes) Megalithgrab mit zwei senkrechten Tragsteinen und einem darüberliegenden waagerechten Deckstein, unten in Rot eine goldene (gelbe), in Tiefstichmuster verzierte Urne.“                                                                                        |
| Gemeinde Wulferdingsen     |        | Verliehen durch den Innenminister von Nordrhein-Westfalen am 20. Juli 1956: „In Rot ein silberner (weißer) Wolfskopf, darüber in silbernem (weißem) Schildhaupt ein schwarzer Dreiberg.“ |

### Amt Windheim
| Ort                 | Wappen | Kommentare |
| ------------------- | ------ | --- |
| Stadt Schlüsselburg |        | Verliehen am 23. Dezember 1907: „In Rot zwei schräg gekreuzte silberne Schlüssel mit auswärts gekehrten Bärten oben, dazwischen eine silberne heraldische Lilie.“ |